# George Asakura
Pour les articles homonymes, voir Asakura (homonymie).
ジョージ 朝倉
Œuvres principales
- Koibomi Biyori (2001-2004)
- À fleur de peau (2004-2014)
- Dance Dance Danseur (2015-)

George Asakura (ジョージ 朝倉, Jōji Asakura) est une auteure japonaise de manga, spécialisée dans le josei et le shōjo née le 11 mai 1974 à Tokyo au Japon. 

## Biographie
George Asakura est un pseudonyme basé sur le personnage de Joe, Le Condor / Joe Asakura dont le vrai nom est George Asakura, dans Kagasu ninja-tai Gatchaman.
Depuis qu'elle est enfant, George Asakura veut devenir dessinatrice. Ses influences sont liées aux travaux des auteures du Groupe de l'an 24, avec notamment Yumiko Ōshima.
Sa carrière de mangaka commence avec le oneshot Punky Cake Junk dans le magazine Bessatsu Friend DX Juliet en mai 1995. Elle enchaîne ensuite les oneshots.
L'auteure précise qu'elle avait des dettes durant cette période.
Mais à partir de Koibumi Biyori, un ensemble d'histoires courtes de 2001 avec plus de 200 000 exemplaires vendus (2004), sa popularité grandit et ses finances vont mieux.
En 2004, elle commence la série À fleur de peau dans le magazine Bessatsu Friend. Cette même année sort le film Koibomi Biyori avec Ayaka Komatsu, Hosachi Mori, Eri Murakawa, Noriko Nakagoshi comme actrices principales.
En 2005, elle reçoit le 29e Prix du manga Kōdansha dans la catégorie shōjo pour sa série Koibumi Biyori. 
En 2009, sa série Teke Teke Rendez-vous est prépubliée dans Zipper, qui est un magazine de mode dans lequel Ai Yazawa avait prépubliée Paradise Kiss entre 1999 et 2003.
En avril 2010, elle ouvre un compte Twitter où elle poste de temps en temps des informations sur sa vie, des croquis et des illustrations,. 
En 2013, la série À Fleur de peau se termine dans le magazine Bessatsu Friend. En mars 2016, le tirage cumulé est de 1,5 million d'exemplaires. 
Plusieurs adaptations de ces séries ont eu lieu en film et en drama, comme Koibumi Biyori, Heibon Punch, ou encore À fleur de peau avec Nana Komatsu et Masaki Suda,.
Depuis 2015, elle publie la série Dance Dance Danseur dans le Big Comic Spirits. En 2021, il est annoncé que la série est adaptée en anime. En 2022, le 200e chapitre sort le 14 mars, et la série animée est diffusée dès le 08 avril. En juin 2022, la série compte 2,3 millions d'exemplaires vendus. 
Dans sa carrière, elle a été prépubliée dans différents magazines, comme Bessatsu Friend/Betsufure, Bessatsu Friend/Betsufure Deluxe Juliet de l'éditeur Kôdansha, Feel Young, Zipper de l'éditeur Shōdensha, Flowers, Ikki, et dernièrement le Weekly Big Comic Spirits de Shōgakukan.
En France, deux de ces mangas ont été publiés, Piece of Cake chez Asuka en 2005 avec deux tomes sur cinq sortis, et À fleur de peau chez Delcourt en 2010.
George Asakura a une sœur de 7 ans son aînée. Elle est mariée et a eu deux filles en 2007 et 2011,,,. C'est une auteure qui fait peu d'apparitions publiques. Cependant, en 2002 elle a fait une apparition dans le film Otakus in Love basé sur le manga de Jun Hanyunyu (1998-2001), en 2005 lors de la remise des prix du 29e Prix du manga Kodansha avec des auteurs comme Moyoco Anno, Risa Itō, Norifusa Mita (en) et Masahito Soda (en), en 2008, elle est apparue dans une interview avec la chanteuse Fuyumi Abe (en) et dans le magazine So-En (装苑), puis en 2010, l'auteure est apparue de dos dans une interview où elle est accueillie par Shijimi et Risaku Kiridoushi (ja) dans le 5e épisode de l'émission Kiridoushirisaku no Setsunai Kamo Shirenai (切通理作のせつないかもしれない) qui se déroule dans une librairie,,,,.

## Œuvres

### Mangas
Mangas illustrés et scénarisés par George Asakura,:
- 1995 : Punky Cake Junkie (PUNKY CAKE JUNKIE（パンキー・ケーキ・ジャンキー), Pankī Kēki Jankī?), Bessatsu Friend DX Juliet, Kodansha
- 1996 : Karaoke Baka Ichidai (カラオケバカ一代?), Bessatsu Friend (et Feel Young), 01 tome, Kodansha (et Shodensha pour la nouvelle édition en 2002)
- 2001-2003 : Heart o Uchinomese! (ハートを打ちのめせ！?), Feel Young, FEEL Salada et Zipper, 02 tomes, Shodensha
- 2001-2004 : Koibumi Biyori (恋文日和?), recueil de nouvelles, Bessatsu Friend, 03 tomes, Kodansha
- 2002 : Happy End (ハッピーエンド (ジョージ朝倉), Happīendo (Jōji Asakura)?), 01 tome, Kodansha
- 2002-2004 : Shounen Shoujo Romance (少年少女ロマンス?), Bessatsu Friend, 03 tomes, Kodansha
- 2002 : Suimitsutou no Yoru (水蜜桃の夜?), Bessatsu Friend, 01 tome, Kodansha
- 2003 : Bara ga Saita (バラが咲いた ジョージ朝倉初期傑作選, Bara ga Saita Jōji Asakura Shoki Kessaku Sen?), recueil de nouvelles avec Bara ga Saita (バラが咲いた?), Hoshizora de Megakuramu (星空で目がくらむ?), Hoshi no namae (星の名前?), sa première histoire Punky Cake Junkie prépubliée en 1995 et Ao Iro Teki Shōnen (青色的少年?), Kodansha
- 2004-2014 : À fleur de peau (溺れるナイフ, Oboreru Knife?), Bessatsu Friend, 17 tomes, Kodansha
- 2003-2006 : Heibon Punch (平凡ポンチ, Heibon Ponchi?), IKKI, 04 tomes, avec le chapitre oneshot Silvera (シルバラ, Shirubara?) publié dans le tome 04, Shogakukan
- 2004-2009 : Piece of Cake (ピースオブケイク, Pīsu Obu Keiku?), Feel Young, 05 tomes, Shodensha
  - 2015 : Piece of Cake - Bangai Hen (ピース オブ ケイク 番外編, Pīsu Obu keiku Bangai Hen?), Feel Young, 01 tome, Shodensha
- 2005 : Kono Koi ni Hisshi Desu! (この恋に必死です!?), l'histoire Shissō Biyori (失踪日和?), Kodansha
- 2006 : Bebop Cherry Pie (ビバップアチェリーパイ, Bibappuacherīpai?), numéro d'octobre du Monthly Flowers, Shogakukan
- 2006 : Himitsu no Kindan Ai (ヒミツの禁断愛?), l'histoire Hoshizora de Megakuramu (星空で目がくらむ?), Kodansha
- 2007 : Kono Koi ni Ichizu Desu. (この恋に一途です。?), l'histoire Koibumi Hiyori ~ METAL MOON ~ (恋文日和～METAL MOON～?), Bessatsu Friend, Kodansha
- 2008 : Megane Danshi na Kare. (メガネ男子な彼。?), dans le tome 2, l'histoire Bara ga Saita (バラが咲いた?), Bessatsu Friend, Kodansha
- 2009 : Genshoku Tsundere Danshi Ore-sama. - Sweet (原色ツンデレ男子。俺様スウィート?), l'histoire Koibumi Biyori ~ Mayonaka no FAX retā ~ (恋文日和～真夜中のFAXレター～, Koibumi Biyori ~ Mayonaka no fakkusu retā ~?), 01 tome, Kodansha
  - 2010 : Genshoku Tsundere Danshi Junjou Kareshi (原色ツンデレ男子。純情カレシ?), l'histoire Koibumi Biyori ― Ikarusu no Koibito-tachi ― (恋文日和―イカルスの恋人たち―?), 01 tome, Kodansha
  - 2010 : Genshoku Tsundere Danshi Ubukawa Kareshi (原色ツンデレ男子。ウブかわカレシ?), l'histoire Koibumi Biyori ― Atashi o Shiranai Kimi e ― (恋文日和―あたしをしらないキミへ―?), Bessatsu Friend, 01 tome, Kodansha
- 2009-2014 : Teke teke ★ Rendez-vous (テケテケ★ランデブー?), Zipper, 04 tomes, Shodensha
- 2011 : Suki desu, Kono Shoujo Manga. (好きです、この少女まんが。?), dans le tome 1, l'histoire Atashi o Shiranai Kimi e (あたしをしらないキミへ?), qui est dans l'un des recueils de Koibumi Biyori de 2001, sélectionnée par Machiko Sakurai (ja)
- 2012- : Fūfu Safari / Meoto Safari (夫婦サファリ?), Feel Young, Shodensha
- 2013 : Sensei to Renai Hajimemashita. (先生と恋愛はじめました。?), l'histoire Oboreru Knife x Koibumi Biyori, disponible aussi dans la version Aizo/Deluxe de Koibumi Biyori, Kodansha[22]
- 2013 : Bebop Cherry Pie et Silvera, dans RARE TRACKS, une annexe du numéro d’août du magazine FEEL YOUNG (Shodensha)[23]
- 2015- : Dance Dance Danseur (ダンス・ダンス・ダンスール, Dansu Dansu Dansūru?), Big Comic Spirits, Shogakukan

### Collectif
- 2015 : Mangaka Gohan Nisshi (漫画家ごはん日誌?), tome 1 (16e artiste)

### Illustrations
- 2003 : Illustrations pour une publicité de la boisson Shakiriri de la compagnie Kirin, version Ai no Sōshitsu-hen[5]
- 2004 : Couverture du light novel Double Down Kanguro de Nishio Ishin
- 2019 : Illustrations pour les séances du film Chaudes nuits d'été[24]
- 2020 : Illustration pour le numéro de novembre du magazine SPUR, collaboration avec Dior[25]

## Adaptations
- 2004 : Koibumi Biyori (film)
- 2008 : Heibon Punch (film)
- 2014 : Koibumi Biyori (drama)
- 2015 : Piece of Cake (film)
- 2016 : Oboreru Knife (À Fleur de peau, film)
- 2022 : Dance Dance Danseur (anime)

## Filmographie en tant qu'actrice
- 2002 : Koi no Mon / Otakus in Love (Personne dans la salle Komike)

## Récompense
- 2005 : Lauréate du 29e Prix du manga Kōdansha dans la catégorie du meilleur manga shōjo (Koibumi Biyori)